# Francisco Javier Chavolla Ramos
Francisco Javier Chavolla Ramos (Autlán de Navarro, 3 de junio de 1946) es un eclesiástico católico mexicano. Fue el primer arzobispo de Toluca, desde 2019 a 2022.

## Biografía
Nació el 3 de junio de 1946, en el municipio mexicano de Autlán de Navarro. Hijo de Ramón Chavolla y Soledad Ramos. 
El 1 de octubre de 1959 ingresó al Seminario Menor de Tijuana, donde estudió latín durante tres años. Posteriormente, ingresó al Seminario Mayor para realizar sus estudios de Filosofía en 1966. En septiembre de ese mismo año, fue enviado al Seminario de Montezuma, donde cursó el primer año de Teología. Cursó un año de magisterio en el Seminario Diocesano entre 1967 y 1968, y continuó su formación en Teología. 
Realizó varios cursos sobre Teología espiritual en la Pontificia Facultad Teológica Teresianum.

### Sacerdocio
Fue ordenado diácono en mayo de 1971, a manos del obispo Juan Jesús Posadas Ocampo. Su ordenación sacerdotal fue el 10 de diciembre de 1972, en la entonces Catedral de Tijuana, a manos del mismo obispo; incardinándose en la diócesis de Tijuana.
- Vicario parroquial de la Inmaculada Concepción, en Tijuana (1973-1976).
- Párroco de Nuestra Señora del Refugio, en Tijuana (1976-1977).[1]
- Administrador parroquial de Nuestra Señora de Guadalupe, en Tecate (1977-1978).
- Párroco de Nuestra Señora de la Soledad (1978-1980).[1]
- Director espiritual del Seminario Mayor de Tijuana (1978-1991).[2]

Colaboró con entusiasmo y determinación en el Encuentro Matrimonial de su diócesis y, en 1990, fue elegido coordinador del Equipo Nacional de dicho movimiento, hasta 1991.

## Episcopado

### Obispo de Matamoros
El 1 de junio de 1991, el papa Juan Pablo II lo nombró obispo de Matamoros. Fue consagrado el 16 de julio del mismo año, en el Auditorio Municipal de Matamoros, a manos del arzobispo Girolamo Prigione. Tomó posesión canónica el mismo día de su ordenación.

### Obispo de Toluca

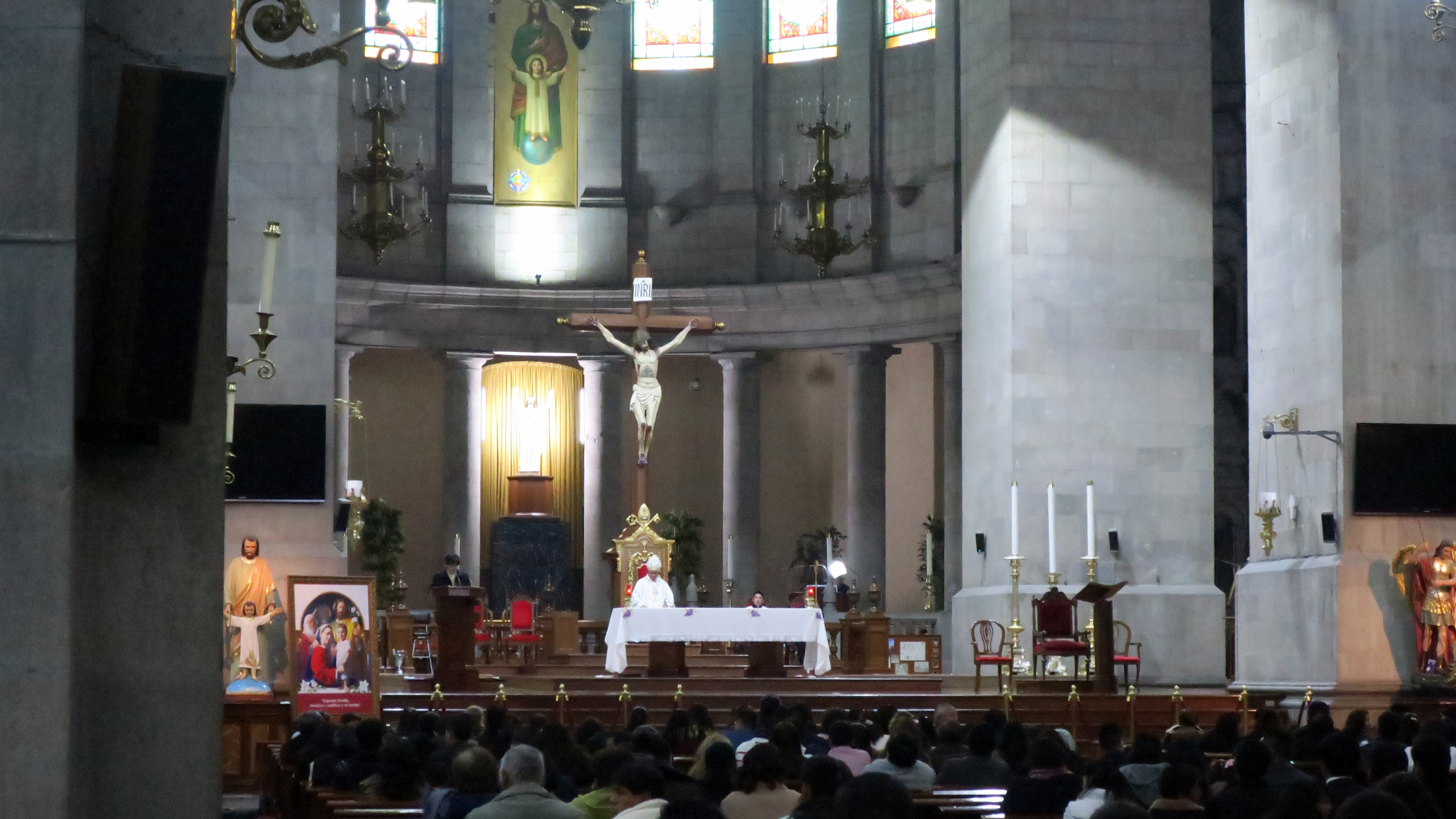
El obispo Chavolla Ramos durante una misa en la Catedral de Toluca, en enero de 2018.

El 27 de diciembre del 2003, fue nombrado obispo de Toluca. Tomó posesión canónica el 12 de febrero de 2004.
Durante su pontificado, impulsó la ampliación del comedor del Seminario Diocesano y la remodelación de varias de sus dependencias, además de la construcción de una casa sacerdotal. Asimismo, emitió la exhortación pastoral "Renueven el espíritu de su mente", con la que buscó revitalizar las comunidades parroquiales.
En la Conferencia del Episcopado Mexicano (CEM), fue presidente de la Comisión Episcopal para la Familia, y miembro de la Comisión Episcopal de Vida. También fue vocal de la Comisión Episcopal de Pastoral Familiar, entre 2004 y 2006. Durante el trienio 2007-2009, fue representante de la Dimensión de Promoción y Consolidación de la Oficina de Prensa de la Comisión Episcopal para la Pastoral de la Comunicación. Luego, fue nuevamente elegido como responsable de la Dimensión de Pastoral Familiar en la Comisión Episcopal de Familia (2009-2015). En el trienio 2015-2018, responsable de la Dimensión Vida.

### Arzobispo de Toluca
El 28 de septiembre de 2019, el papa Francisco elevó la diócesis a arquidiócesis, con lo cual pasó a ser su primer arzobispo al mismo tiempo. Las bulas se ejecutaron el 18 de noviembre del mismo año, tomando posesión de la sede.
En junio de 2021, presentó su renuncia como lo establece el Código de Derecho Canónico. El 19 de marzo de 2022, el papa Francisco aceptó su renuncia como arzobispo de Toluca, nombrado a su sucesor al mismo tiempo.

## Posiciones políticas e ideológicas

### Relaciones LGBT+
Chavolla fue un firme defensor del modelo tradicional de familia y del derecho de los niños a tener un padre y una madre, especialmente frente al proyecto del entonces presidente Enrique Peña Nieto para reformar la Constitución y legalizar el matrimonio igualitario en todo el país.
A inicio de julio de 2016, activistas de la comunidad LGBT+ presentaron una queja ante el Consejo Nacional para Prevenir la Discriminación (Conapred), a la Embajada de la Santa Sede y a la Nunciatura apostólica contra el obispo Chavolla Ramos, debido a sus declaraciones en contra del matrimonio entre personas del mismo sexo. En una intervención pública, el prelado afirmó que no estaba "a favor de que se denigre al matrimonio y menos que se pervierta a los niños", en el contexto de la aprobación del matrimonio igualitario en el país. Tras la denuncia, la plataforma internacional CitizenGo inició una campaña de recolección de firmas en su defensa, argumentando que el obispo no había ofendido a nadie, sino que simplemente expresó su postura sobre el matrimonio.
El obispo generó controversia en redes sociales al proponer un “experimento” para demostrar que solo en el matrimonio entre un hombre y una mujer existe la capacidad de procrear. “¿Qué dice la naturaleza? ¿Dónde está la vida?”, cuestionó, insistiendo en que su postura no se basaba en la religión, sino en la naturaleza. 
En una entrevista el 7 de julio, aseguró que la Iglesia católica y él respetaban y amaban a las personas homosexuales, afirmando: “Pensamos y actuamos diferente, pero no por eso somos enemigos”.